# Тютін Федір Анатолійович
Федір Анатолійович Тютін (рос. Фёдор Анатольевич Тютин; 19 липня 1983, м. Іжевськ, СРСР) — російський хокеїст, захисник. Виступає за «Колумбус Блю-Джекетс» у Національній хокейній лізі. Заслужений майстер спорту Росії (2009).
Вихованець хокейної школи «Іжсталь» (Іжевськ). Виступав за «Іжсталь» (Іжевськ), СКА (Санкт-Петербург), «Гвелф Сторм» (ОХЛ), «Ак Барс» (Казань), «Нью-Йорк Рейнджерс», «Гартфорд Вульф-Пек» (АХЛ).
В чемпіонатах НХЛ — 498 матчів (37 голів, 123 передачі), у турнірах Кубка Стенлі — 28 матчів (9 передач).
У складі національної збірної Росії учасник зимових Олімпійських ігор 2006 і 2010, учасник чемпіонатів світу 2008 і 2011. У складі молодіжної збірної Росії учасник чемпіонатів світу 2002 і 2003. У складі юніорської збірної Росії учасник чемпіонату світу 2001.
Досягнення
- Чемпіон світу (2008).